# Absolute New Country 4
Absolute New Country 4, kompilation i serien Absolute New Country udgivet i 1996.

## Spor
1. Clay Walker – "Hand Me Down Heart"
2. Dwight Yoakam – "Heart Of Stone"
3. Curtis Day – "My Baby's Cookin'"
4. Wynonna – "To Be Loved By You"
5. Sawyer Brown – "(This Thing Called) Wantin' And Havin' It All"
6. Terri Clark – "Catch 22"
7. Lee Roy Parnell – "We All Get Lucky Sometimes"
8. Alan Jackson – "Here In The Real World"
9. Sammy Kershaw – "Third Rate Romance"
10. Lisa Brokop – "I Know Too Much"
11. Bryan White – "Eugene You Genius"
12. Kathy Mattea – "Walking Away A Winner"
13. Aaron Tippin – "A Real Nice Problem To Have"
14. Doug Supernaw – "We're All Here"
15. Tim McGraw – "Down On The Farm"
16. Linda Davis – "Some Things Are Meant To Be"
17. John Michael Montgomery – "Cowboy Love"
18. Kim Richey – "Those Words We Said"
19. Philip Claypool – "Swingin' on My Baby's Chain"
20. Pam Tillis – "You Can't Have A Good Time Without Me"